# حسين كامل بهاء الدين
الدكتور حسين كامل بهاء الدين (18 سبتمبر 1932 - 29 يوليو2016) هو أستاذ طب أطفال ووزير مصري.

## حياته
حصل بهاء الدين على بكالوريوس الطب والجراحة سنة 1954، ثم على درجة الدكتوراه في طب الأطفال من جامعة القاهرة سنة 1959. صار في سنة 1965 أمينًا لمنظمة الشباب المصرية.
في سنة 1973 رقي بهاء الدين إلى درجة أستاذ لطب الأطفال بكلية طب جامعة القاهرة، ثم تولى منصبي رئيس قسم طب الأطفال ومدير مستشفى الأطفال الجامعي الجديد بين عامي 1983 و 1991.
تولى بهاء الدين منصب وزير التعليم بين عامي 1991 و 2004.

## عضويته بالجمعيات العلمية ورئاسته لها
كان بهاء الدين عضوًا بالمجمع العلمي المصري، كما تولى سنة 1989 رئاسة الجمعية المصرية لطب الأطفال، وانتُخب سنة 2008 رئيسًا فخريًا للجمعية الدولية لطب أطفال المناطق الحارة مدى الحياة، وصار سنة 2009 عضوًا بالمعهد الدولي للطفل في أنقرة، واختير في العام ذاته رئيسًا شرفيًا لاتحاد جمعيات طب الأطفال لدول البحر الأبيض المتوسط والشرق الأوسط.

## جوائز وأوسمة
- وسام الجمهورية من الطبقة الأولى (2006)[4]